# Sownik pręgosterny
Sownik pręgosterny (Aegotheles tatei) – gatunek średniej wielkości ptaka z rodziny sowników (Aegothelidae). Występuje endemicznie na Nowej Gwinei, głównie we wschodniej części wyspy (administracyjnie należącej do Papui-Nowej Gwinei). IUCN umieszcza go w kategorii najmniejszej troski (LC, Least Concern).

## Taksonomia
Po raz pierwszy gatunek opisał Austin Rand w 1941. Holotyp został pozyskany 2 czerwca 1936 roku podczas jednej z wypraw finansowanych i częściowo prowadzonych przez Archbolda. Został odłowiony na wysokości 80 m n.p.m., około 5 mil (8 km) na południe od Palmer Junction, gdzie strumień Palmer wpływa do rzeki Fly. Była nim samica; wiadomo o drugim okazie, którego płci jednak nie podano, a upierzeniem miał być podobny do holotypu. Autor nadał nowemu gatunkowi nazwę Aegotheles insignis tatei, tym samym uznając go za podgatunek sownika ozdobnego (A. insignis). Obecnie (2023) Międzynarodowy Komitet Ornitologiczny umieszcza sownika pręgosternego w rodzaju Aegotheles i uznaje go za gatunek monotypowy, podobnie jak autorzy HBW i Clements Checklist of Birds of the World.
Dawniej sownik pręgosterny umieszczany bywał w rodzaju Euægotheles Mathews, 1918, obecnie nieuznawanym, razem z sownikiem ozdobnym i sownikiem wąsatym (A. crinifrons). Traktowany był także tak, jak go pierwotnie opisano – jako podgatunek sownika ozdobnego. Na odrębność gatunkową sownika pręgosternego wskazują jednak zarówno określone cechy morfologiczne, jak i wyniki badań genetycznych i głos, nagrany po raz pierwszy w 2008.
W 2014 sownik pręgosterny znany był tylko z 4 okazów muzealnych. Dwa w posiadaniu Amerykańskiego Muzeum Historii Naturalnej pochodziły z wyprawy z 1936; były to dwie samice – AMNH 426001 i AMNH 426000. W artykule z 2000 roku po raz pierwszy pojawiła się informacja o istnieniu dwóch kolejnych okazów: ANWC 8394 z Australian National Wildlife Collection i USNM 263713 z Narodowego Muzeum Historii Naturalnej. Drugi pojawił się w zbiorach w latach 20. XX wieku, nie jest jednak znane jego pochodzenie. Dołączona notatka nie wspomina o lokalizacji i konkretnej dacie. Pismo odręczne nie pasuje do pisma czterech znanych  kolekcjonerów pozyskujących okazy z południowej Nowej Gwinei przed 1920.

## Morfologia
Długość ciała wynosi około 25 cm.
Sowniki pręgosterne są dość podobne do występujących w regionach górskich sowników ozdobnych. Wyróżniają się jednak znacznie mniejszymi rozmiarami ciała, mniejszą ilością białych wzorów w upierzeniu – szczególnie nad okiem oraz na dolnych partiach ciała – oraz rdzawobrązowym, nie zaś czarniawobrązowym, kolorem spodu skrzydeł. Wzory na ogonie sowników pręgosternych i ozdobnych także są odmienne. Wskazano kilka innych różnic w upierzeniu tych sowników, jednakże są trudniejsze do dostrzeżenia. U sowników pręgosternych, podobnie jak i wąsatych oraz obrożnych, występuje nierozpoznana wcześniej u sowników ogółem szata młodociana z przeważającym rdzawym kolorem i bez drobnego prążkowania.

## Zasięg występowania i okoliczności odkryć
Do 2000 roku wiadomo było jedynie o dwóch okazach pochodzących z okolicy miejscowości Kiunga, przy górnym biegu rzeki Fly, w pobliżu Palmer Junction (5°54′S 141°32′E/-5,900000 141,533333, Prowincja Zachodnia). Obóz został przez uczestników wyprawy rozbity w pagórkowatym terenie na południe od głównego łańcucha górskiego wyspy, Gór Centralnych. Jeden z dwóch kolejnych okazów sownika pręgosternego, o których istnieniu poinformował Thane Pratt w 2000 roku, złapany został w Nunumai, na północ od Amazon Bay. Była to lokalizacja w obrębie zlewni Ulumanu (10°14′S 149°17′E/-10,233333 149,283333), kilka kilometrów od podnóży gór, o ponad 1000 km oddalona od miejsca typowego. Badanie genetyczne uwzględniające ten właśnie okaz oraz jeden z miejsca typowego wskazują na szczególnie zaskakujące dla naukowców pokrewieństwo między tymi osobnikami. Ostatnia znana obserwacja z XX wieku to relacja R. Schoddego, który w lipcu 1962 przepłoszył jednego sownika pręgosternego z Hiritano Highway, na odcinku około 2 km za mostem na Brown River (9°12′S 147°14′E/-9,200000 147,233333) od strony Port Moresby.
W 2008 po raz pierwszy nagrano głos sowników pręgosternych w okolicy miejsca typowego, przy rzece Elevala (około 6°05′S 141°27′E/-6,083333 141,450000). Podczas kilku kolejnych wypraw w tamte tereny również stwierdzano ten gatunek.
W 2014 po raz pierwszy opublikowano informacje o występowaniu sownika pręgosternego po indonezyjskiej stronie Nowej Gwinei. Pierwsze dla Indonezji stwierdzenie pochodzi z 6 października 2012, z przygranicznej osady Kanggup (6°10′S 140°53′E/-6,166667 140,883333). Poszukiwań podjął się Philippe Verbelen. Konieczny był kontakt z lokalnym komisariatem policji i służbami leśnymi oraz uzyskanie zgody na pobyt w interiorze Nowej Gwinei (surat jalan). Zarządca Kanggup zgodził się na pobyt Verbelena w wiosce i okolicy, kilku mieszkańców pomogło również w samych poszukiwaniach. Verbelen odtworzył im nagrany głos, który rozpoznał jeden z lokalnych przewodników i zdecydowanie stwierdził, że należy do nocnych ptaków zamieszkujących lasy wzdłuż rzeki Kali Muyu. Grupa udała się na trwającą 4 dni wyprawę około 7–8 km w górę rzeki, korzystając przy tym ze schronień służących okolicznym rybakom. Pierwsze dla kraju formalne stwierdzenie udokumentowano nagraniami głosów trzech osobników. Verbelen obserwował sowniki pręgosterne jedynie przelotnie ze względu na ich wyraźną płochliwość oraz gęstą roślinność.
Sowniki pręgosterne występują na nizinnych obszarach, przez które przepływają rzeki po opuszczeniu Gór Centralnych. Wszystkie znane w 2016 stwierdzenia pochodziły z miejsc położonych na wysokości od 10 do 125 m n.p.m. Większość ptaków do obozu uczestników wyprawy z 1936 dostarczali lokalni myśliwi, którzy nie informowali o dokładnej lokalizacji upolowanych zwierząt. Dookoła przez wiele kilometrów ciągnęły się lasy pierwotne. Prawdopodobnie występowały dosyć intensywne opady deszczu. W Nunumai, skąd pochodzi trzeci okaz, ówcześnie miał rosnąć na bagnistym terenie dojrzały las deszczowy. Verbelen obserwował i słyszał sowniki pręgosterne na stosunkowo płaskim terenie porośniętym lasem deszczowym, miejscowo poddawanym wycince; nieopodal przebiegała nieużywana już droga prowadząca do miejsca wycinki.

## Status i zagrożenia
IUCN nadaje sownikowi pręgosternemu status najmniejszej troski (LC. Least Concern) od 2023 roku. Wcześniej, od 2000 roku miał status gatunku niedostatecznie rozpoznanego (DD, Data Deficient); wcześniej w latach 1988 i 1994 nie był klasyfikowany. BirdLife International uznaje trend liczebności populacji za malejący.